# Dieter Kurrat
Dieter 'Hoppi' Kurrat (Dortmund, 15 de mayo de 1942 – Holzwickede, 27 de octubre de 2017) fue un jugador y entrenador de fútbol alemán. Su hermano, Hans-Jürgen Kurrat, también fue jugador profesional.

## Carrera
Como jugador, estuvo nueve temporadas en la Bundesliga con el Borussia Dortmund. Con el apodo de "Hoppy", fue una leyenda en el club, consiguiendo la Copa de Alemania en 1965 y la Recopa de Europa de 1966.

## Clubes

### Jugador
| Club              | País             | Año       |
| ----------------- | ---------------- | --------- |
| Borussia Dortmund | Alemania Federal | 1960-1974 |
| SV Holzwickede    | Alemania Federal | 1974-1976 |

## Palmarés
Borussia Dortmund
- Copa de Alemania: 1965
- Recopa de Europa: 1966